# Maladie du balai de sorcière

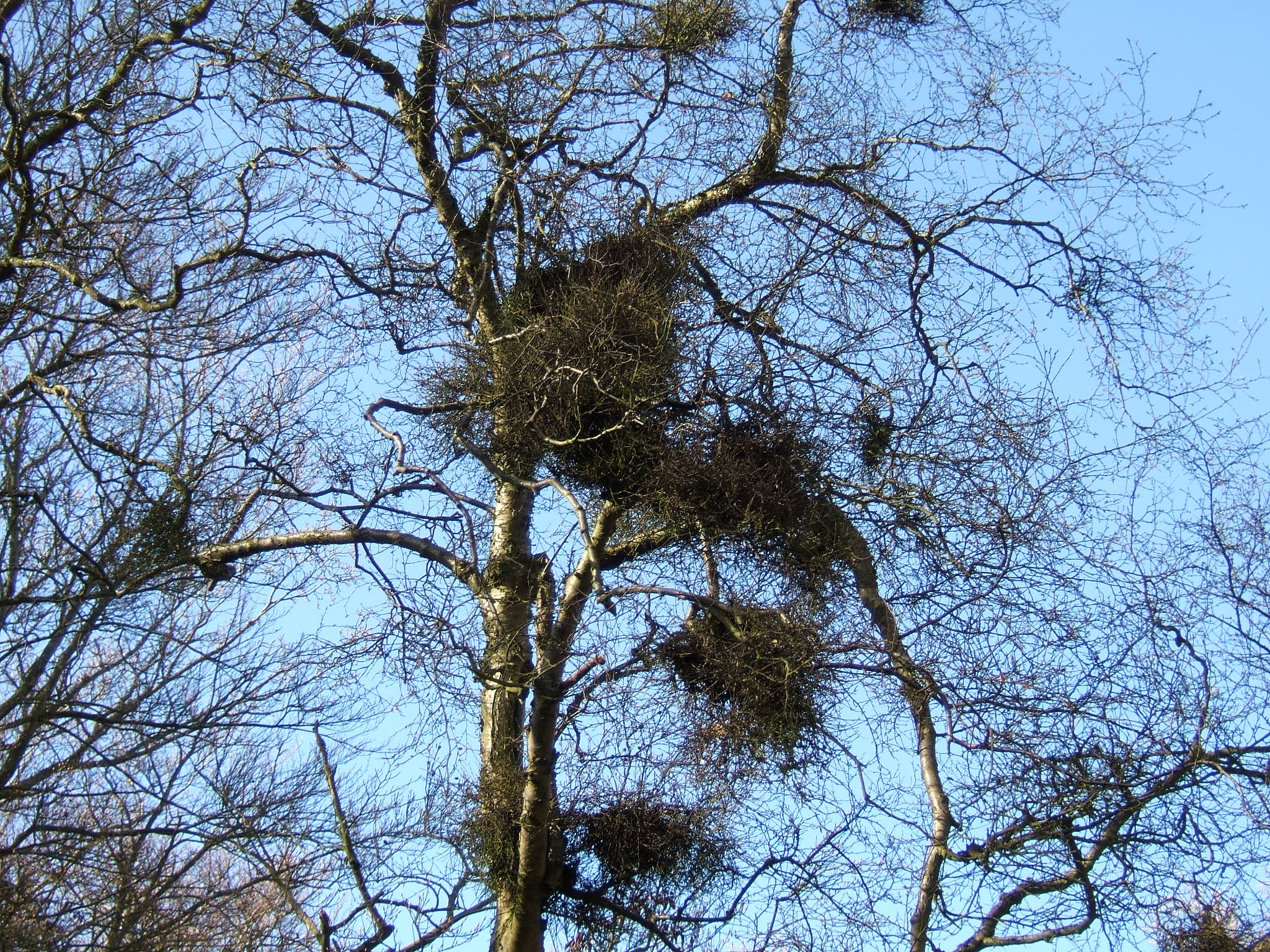
Balais de sorcière sur un bouleau pubescent, causés par le champignon Taphrina betulina, du genre Taphrina.

La Maladie du balai de sorcière est le nom de différentes maladies galligènes de plantes ligneuses, surtout des arbres. Elle se manifeste par la formation d'une abondante ramification agglomérée en boule dense ou informe, le plus souvent stérile et composée de feuilles sous-développées.
Cette maladie est provoquée par des champignons (Fungi), des bactéries phytoplasmes, des plantes parasites ou plus rarement par des insectes mais elle peut aussi provenir d'une mutation interne. Quel que soit leur règne, les parasites ont pour point commun de provoquer chez leur hôte le développement incontrôlé de bourgeons axillaires dormants.

## Étymologie et légende populaire

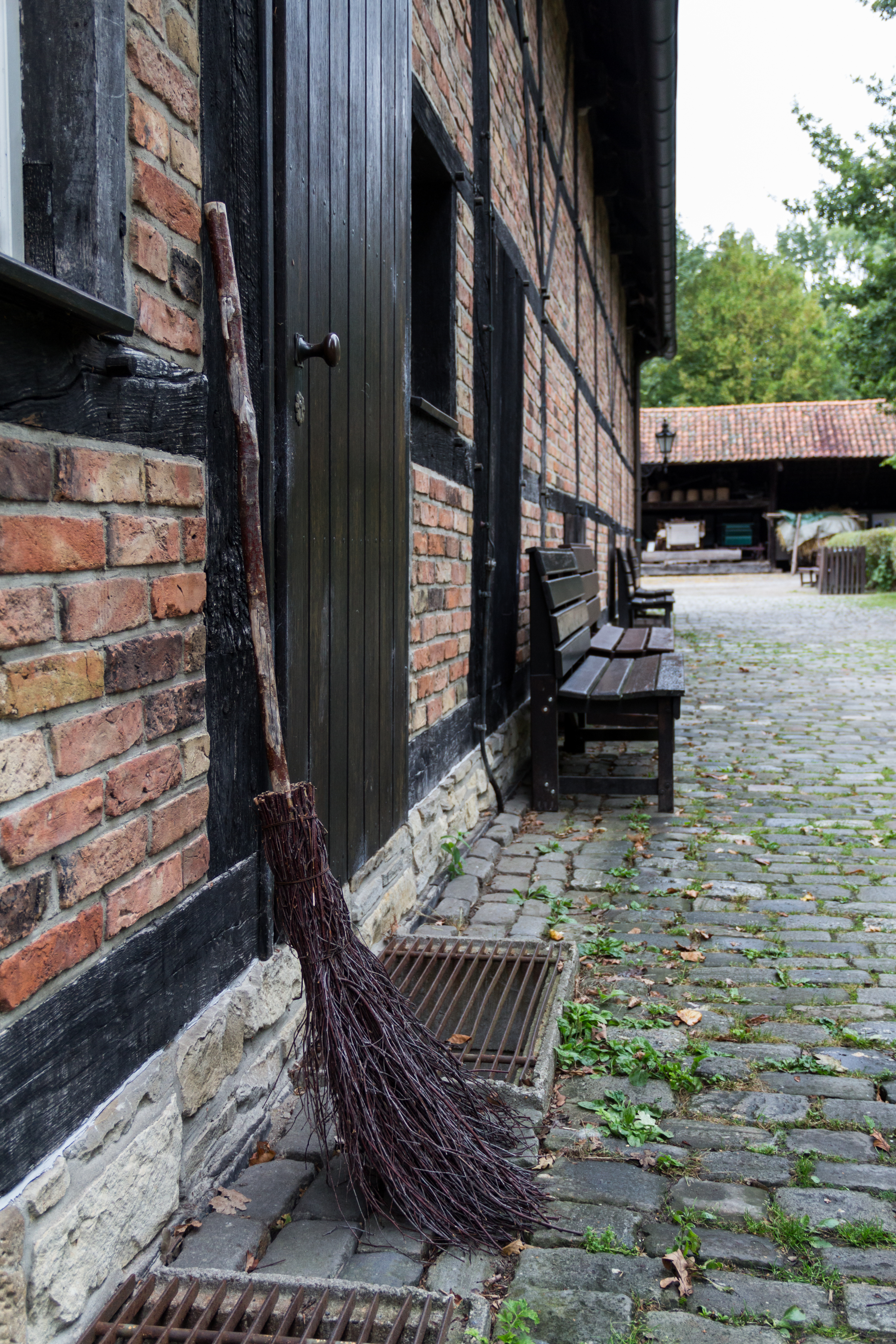
Ces formations ressemblent à des balais de fabrication traditionnelle composés d'un manche et de branches de bouleau.

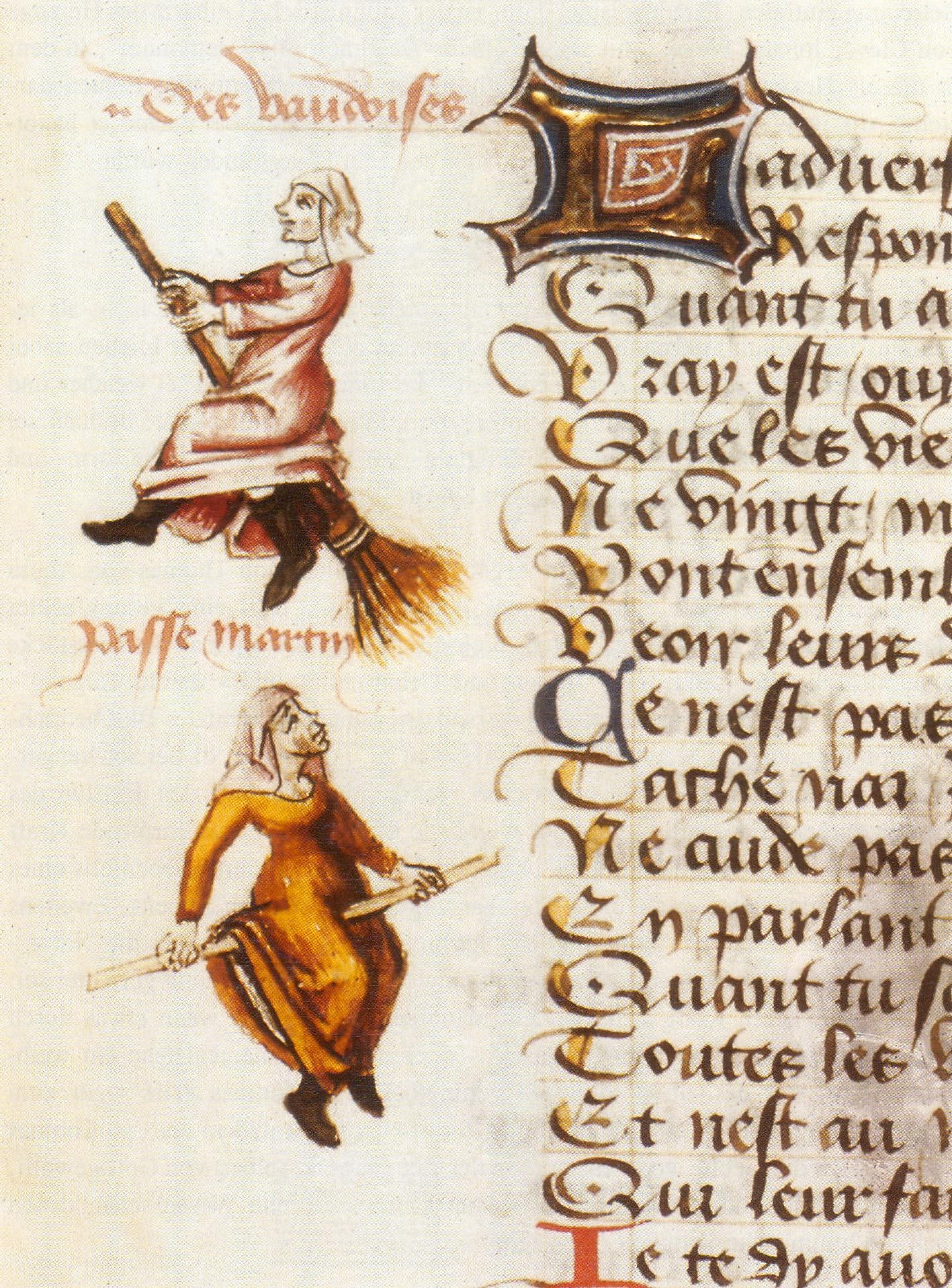
Sorcières chevauchant un balai (en haut) et un bâton (en bas)

L'origine de l'expression « balai de sorcière » est probablement liée à des légendes dans les cultures mycophobes qui associent les sorcières aux dégâts sur les plantes cultivées (aléas climatiques, attaques de ravageurs de plantes…).
Selon une légende, les sorcières utilisaient comme monture des manches à balais à leur retour du sabbat, assemblée se déroulant dans un endroit retiré et sombre, souvent dans les bois appréciés pour leurs grands arbres protecteurs. Surprises par le jour au cours de leur chevauchée, ou fatiguées, elles s'y seraient reposées et auraient abandonné leurs balais qui depuis s'accrochent aux arbres. L'explication de cette expression folklorique reste problématique car, selon la légende, les sorcières enfourchaient un manche à balai, et non le balai en entier, mais il est possible que la croyance populaire ait détourné la légende en considérant que les sorcières convoquées au sabbat, au lieu d'utiliser leurs propres manches à balais spécifiques, s'emparaient des balais des bonnes gens.

## Typification selon l'agent pathogène

### Champignons basidiomycètes

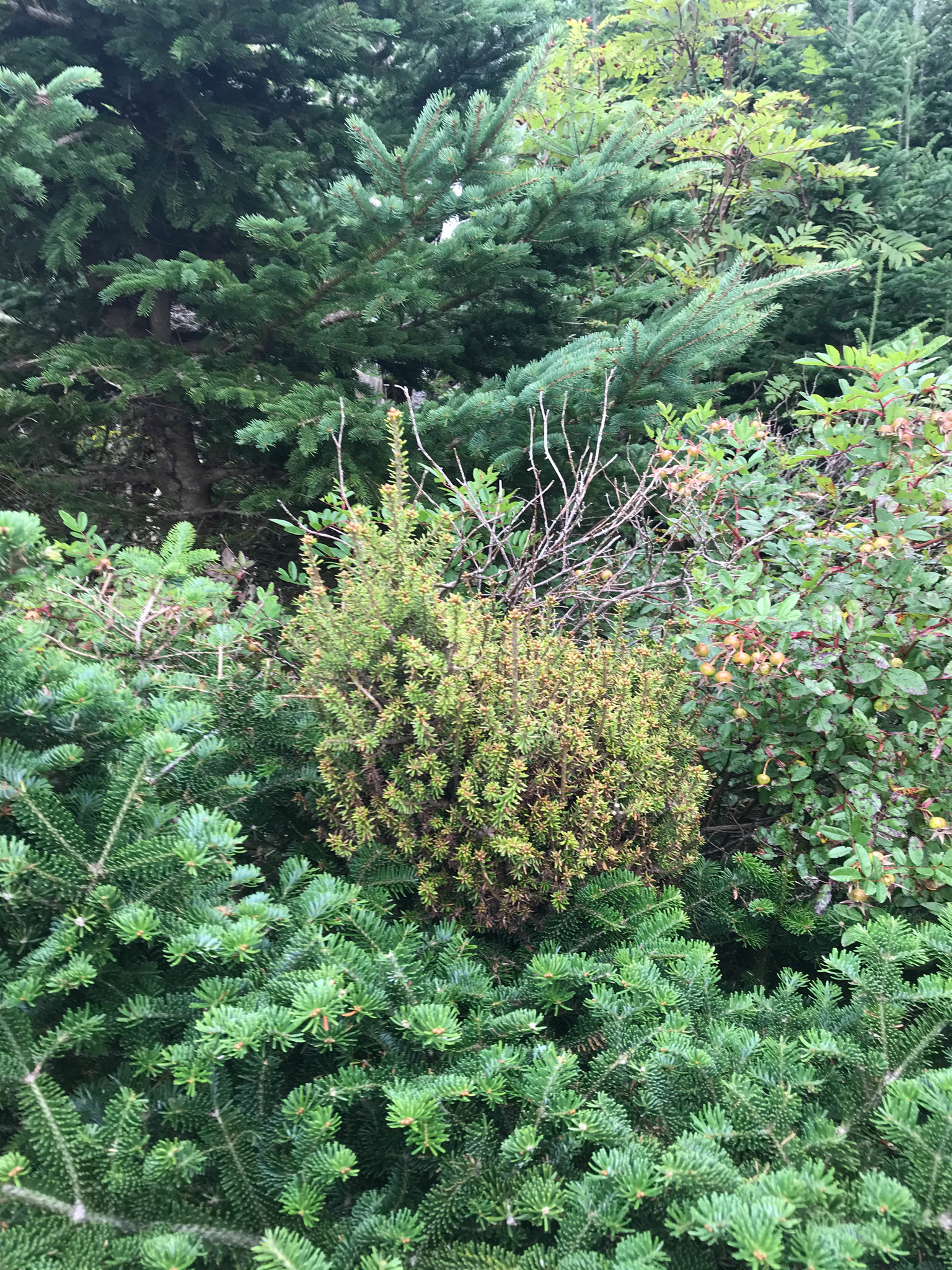
Balai de sorcière sur un Sapin causé par Melampsorella caryophyllacearum.

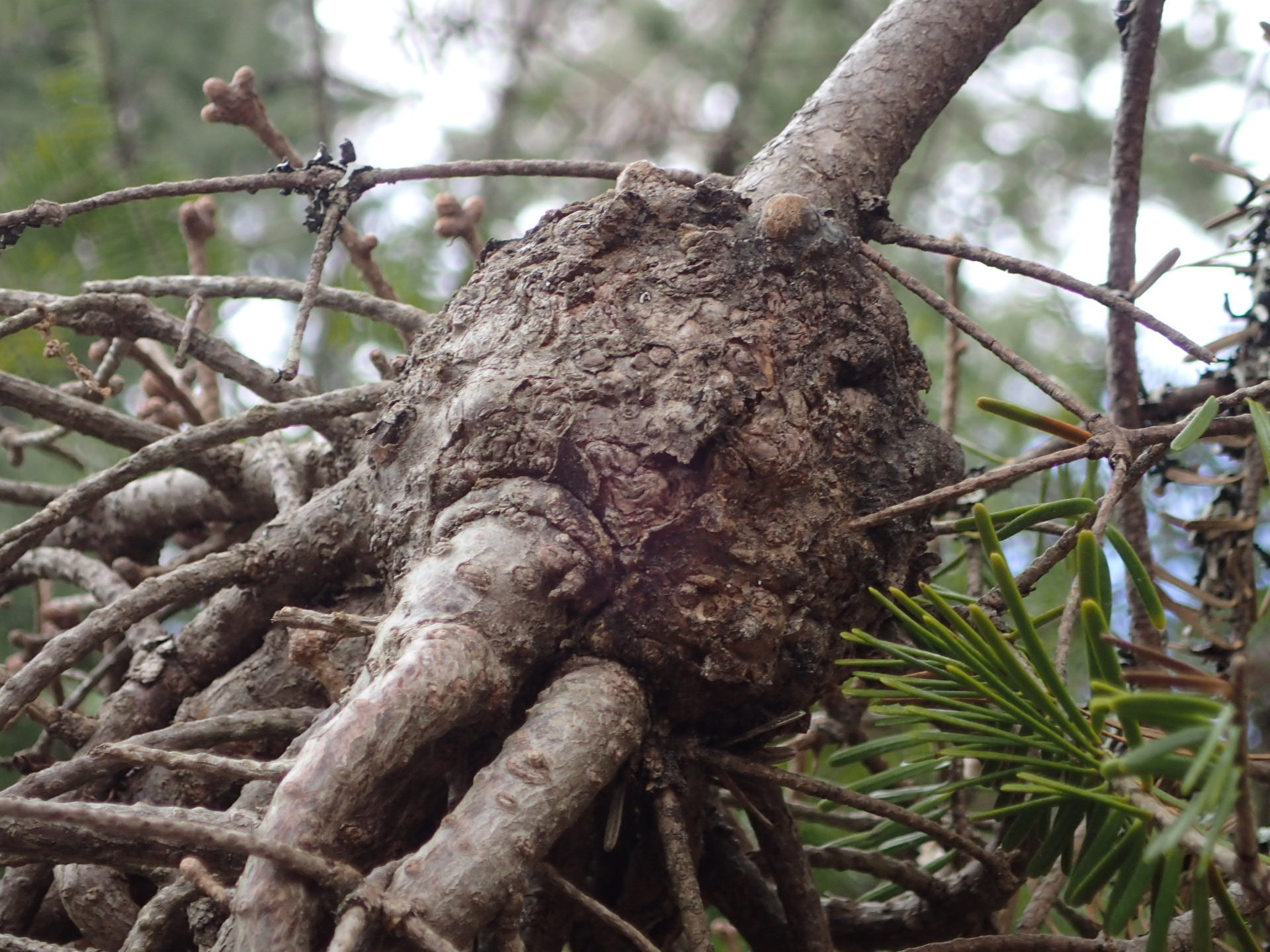
Le renflement sur lequel s'insère le « balai de sorcière » qui subsiste quand le « balai » est mort ou détruit, correspond à un chancre appelé « chaudron » dans les Vosges et « dorge » dans le Jura.

#### Agents de la rouille
Certains balais de sorcière sont causés par des champignons basidiomycètes des Pucciniomycotina agents de la maladie cryptogamique de la rouille. Ils produisent une phytohormone, la cytokinine, qui provoque le débourrement des bourgeons, entraînant un développement excessif de rameaux à partir d'un même point sur une branche, d'où l'aspect buissonnant des balais
C'est par exemple le cas du champignon Melampsorella caryophyllacearum responsable du balai de sorcière sur le Sapin blanc et le Sapin baumier. La rouille cause rarement la mort des arbres, mais peut induire un ralentissement de la croissance. Le champignon vit sur un autre hôte en alternance : des Caryophyllacées, notamment les genres Arenaria, Cerastium, Stellaria, Myosoton et Moehringia,,. Une espèce proche, Chrysomyxa arctostaphyli, cause des balais au Canada sur plusieurs Épicéas dont l'Épinette noire. Son hôte secondaire est la Busserole.

#### Moniliophthora
Sur le cacaoyer, le balai de sorcière est provoqué par le champignon basidiomycète Moniliophthora perniciosa (en). Il s'agit d'une maladie fongique endémique d'Amérique latine qui a entraîné de graves pertes économiques dans les régions productrices de cacao où il s'est propagé tout au long du XXe siècle, avec des réductions de rendement allant de 50 à 90 %.
Il occasionne des dégâts sur les cabosses, les coussinets floraux et les bourgeons végétatifs. L’arbre ne donne plus de fruits. Ses branches se multiplient au point que ses rameaux finissent par ressembler à des balais de sorcière.

### Champignons ascomycètes

#### Taphrina
Quelques balais de sorcière comme celui du Bouleau, Taphrina betulina, de l'Aulne, Taphrina epiphylla, du Charme, Taphrina carpini et celui du Cerisier, Taphrina cerasi, sont dus à un genre de champignons ascomycètes de structure simple, Taphrina. Ce dernier forme de minuscules tubes à la surface des branches et provoque la production de nouveaux bourgeons dormants. Il en résulte des formations souvent sphériques composées de nombreux rameaux fins et courts.

#### Aciculosporium
Chez les champignons de la famille des Clavicipitaceae, le genre endophyte Aciculosporium provoque des balais de sorcières sur les Bambous.

### Plantes

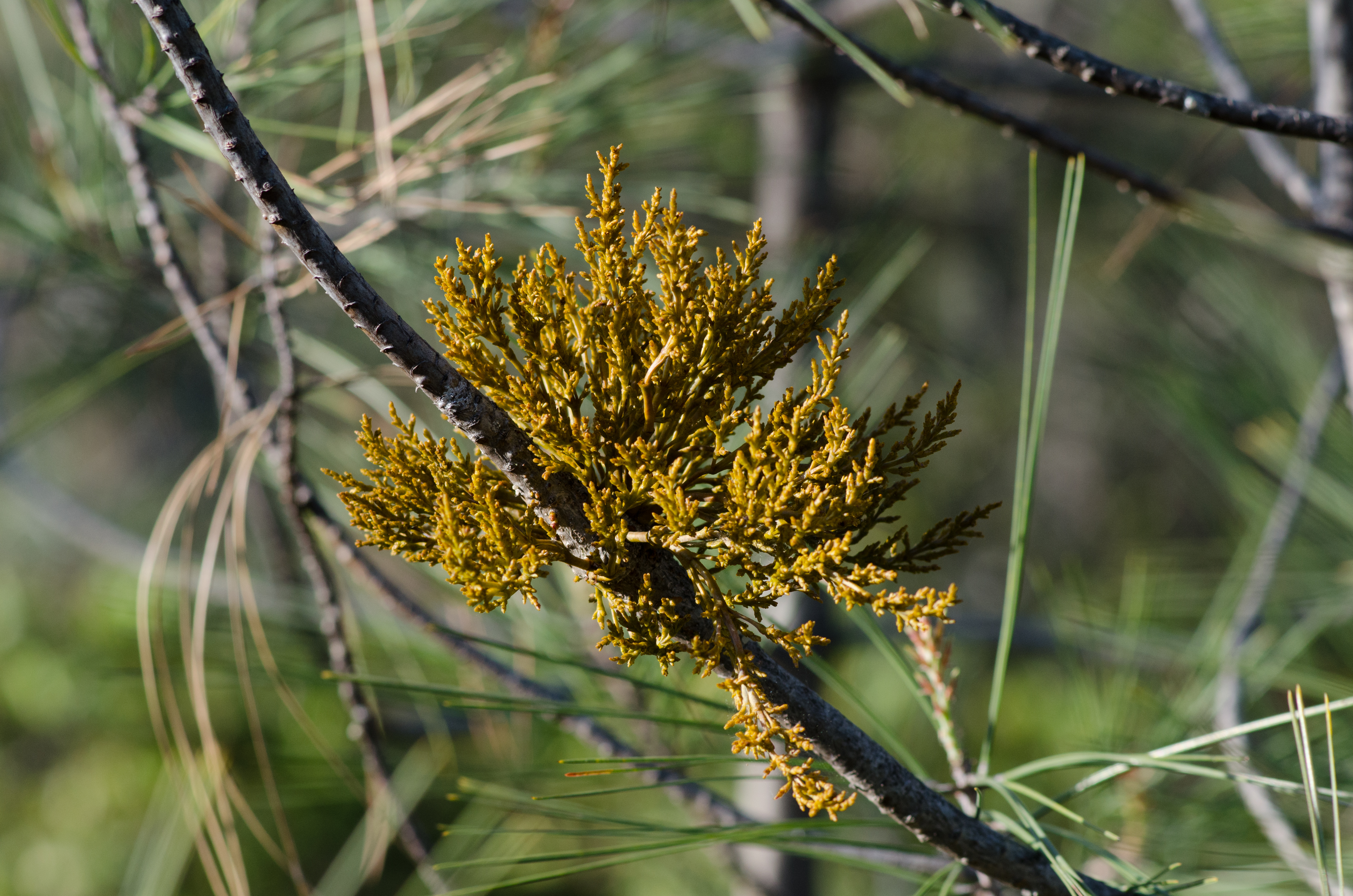
Balai de sorcière causé par un Gui nain (Arceuthobium) (Sonoma Lake, Canada).

Les Guis nains (Arceuthobium) dont le Faux-Gui de l'est (Arceuthobium pusillum (en)) sont un genre de plantes parasites de la famille des Santalaceae qui provoque la formation de balais sur les genres de conifères Abies, Larix, Picea, Pseudotsuga et Tsuga au sud de l'Amérique du Nord. Les malformations peuvent atteindre 3 m de diamètre et résultent d'une stimulation de la croissance au point d'infection par le parasite. Parmi les autres symptômes, on constate le renflement de la branche au point d'infection et l’arrêt de l'écoulement de sève élaborée, privant ainsi l'arbre d'éléments nutritifs. Ainsi parasités, les arbres finissent par mourir.

### Bactéries

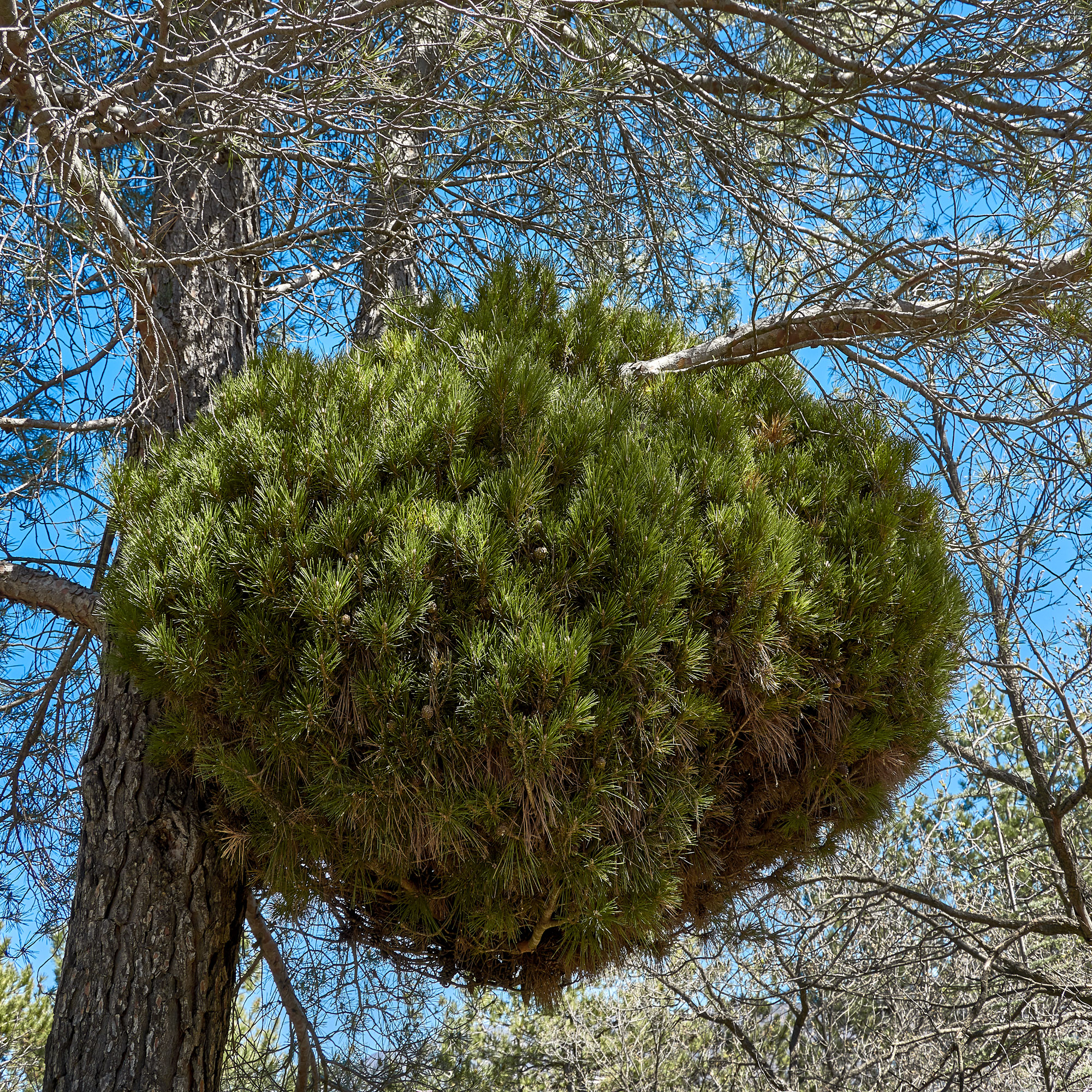
Balai de sorcière sur un Pin causé par Canditatus Phytoplasma pini.

La cause de ce développement pathologique peut également être les bactéries Phytoplasmes qui sont transmises par les insectes. Ces Phytoplasmes sont des particules infectieuses ultramicroscopiques qui infestent les cellules du phloème, incitant la plante hôte à transformer ses fleurs en amas de feuilles, au profit indirect du parasite : la plante devenue stérile est plus riche en glucides, donc plus attractive pour les insectes qui se nourrissent de sève, comme les cicadelles, vecteurs des bactéries. Leurs balais de sorcière sont aussi caractérisés par la prolifération de bourgeons axillaires, le raccourcissement des entre-nœuds, une certaine fragilité, la chlorose et la réduction de la taille des feuilles,. C'est par exemple le cas de Spiroplasma citri qui provoque un balai de sorcière sur les orangers, cette maladie se nommant le Stubborn des agrumes. 

### Insectes et acariens

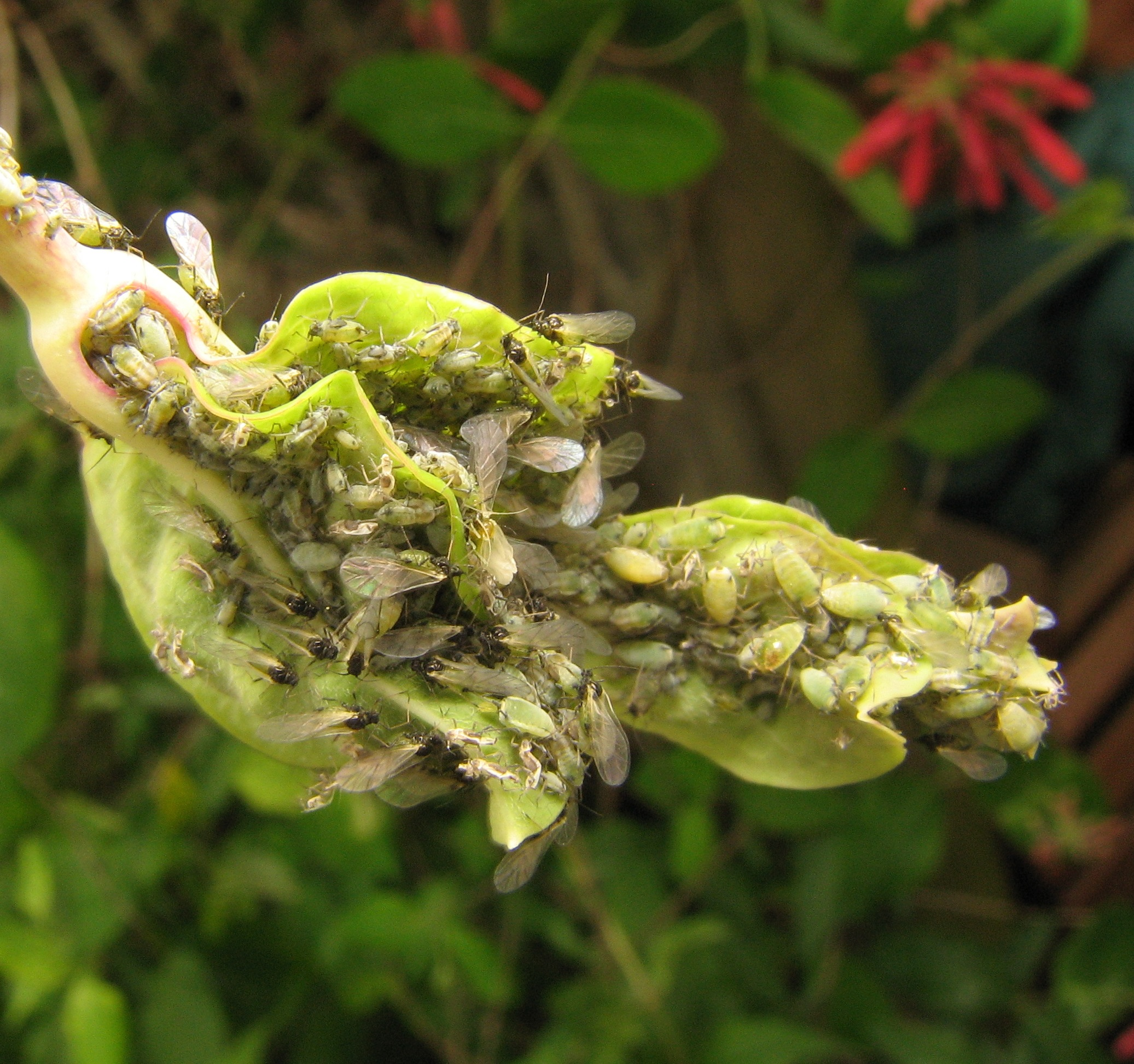
Balai de sorcière causé par Hyadaphis tataricae.

Certains balais de sorcières sont des structures annuelles telles celui du chèvrefeuille causé par un puceron, Hyadaphis tataricae qui provoque par son nourrissement de la sève une ramification excessive des rameaux.
Quelques espèces d'acariens comme Eriophyes triradiatus sur les Saules et Phyllocoptes fructiphilus sur les Rosiers ont été considérées comme responsable de galles en balai de sorcière. Cependant, il s'avère qu'elles sont associées à une bactérie Phytoplasma qui est, elle, la véritable initiatrice du phénomène mais dont les acariens sont les vecteurs.

### Mutations internes

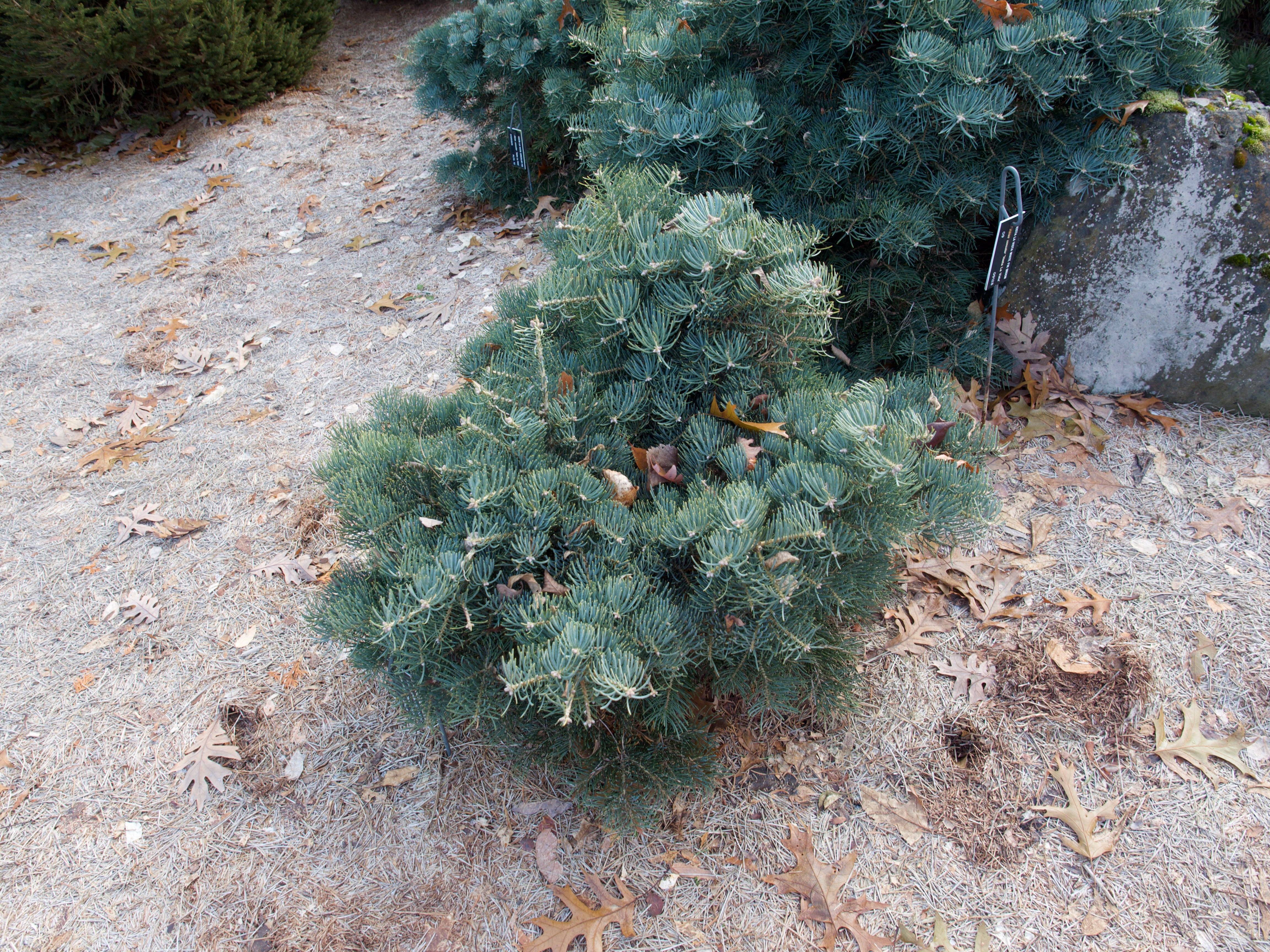
Variété horticole d'Abies concolor nanifiée obtenue à partir d'un balai de sorcière mutagène.

En dehors des balais de sorcières pathologiques, se trouvent également des formes différentes qui se caractérisent par une viabilité normale, une grande longévité, une distribution sporadique et l'absence totale d'agents pathogènes ou de traces de leur activité : il s'agit de mutations somatiques internes, c'est-à-dire de changements structurels dans leur génotype à la base de la variation héréditaire. Celles-ci jouent un rôle crucial dans la spéciation et le développement variétal en horticulture. Ainsi, certains clones de conifères sont utilisés dans des programmes de sélection horticoles et de création de variétés ornementales pour leurs propriétés intéressantes : viabilité élevée, croissance lente, fructification précoce et abondante. C'est notamment le cas de variétés nanifiées abondamment ramifiées de Larix sibirica, Picea obovata et Pinus sylvestris. Des anomalies similaires ont été décrites chez des plantes ligneuses dans la zone de Tchernobyl mais ces mutations peuvent être causées par n'importe quel facteur de stress,.

## Confusion possible

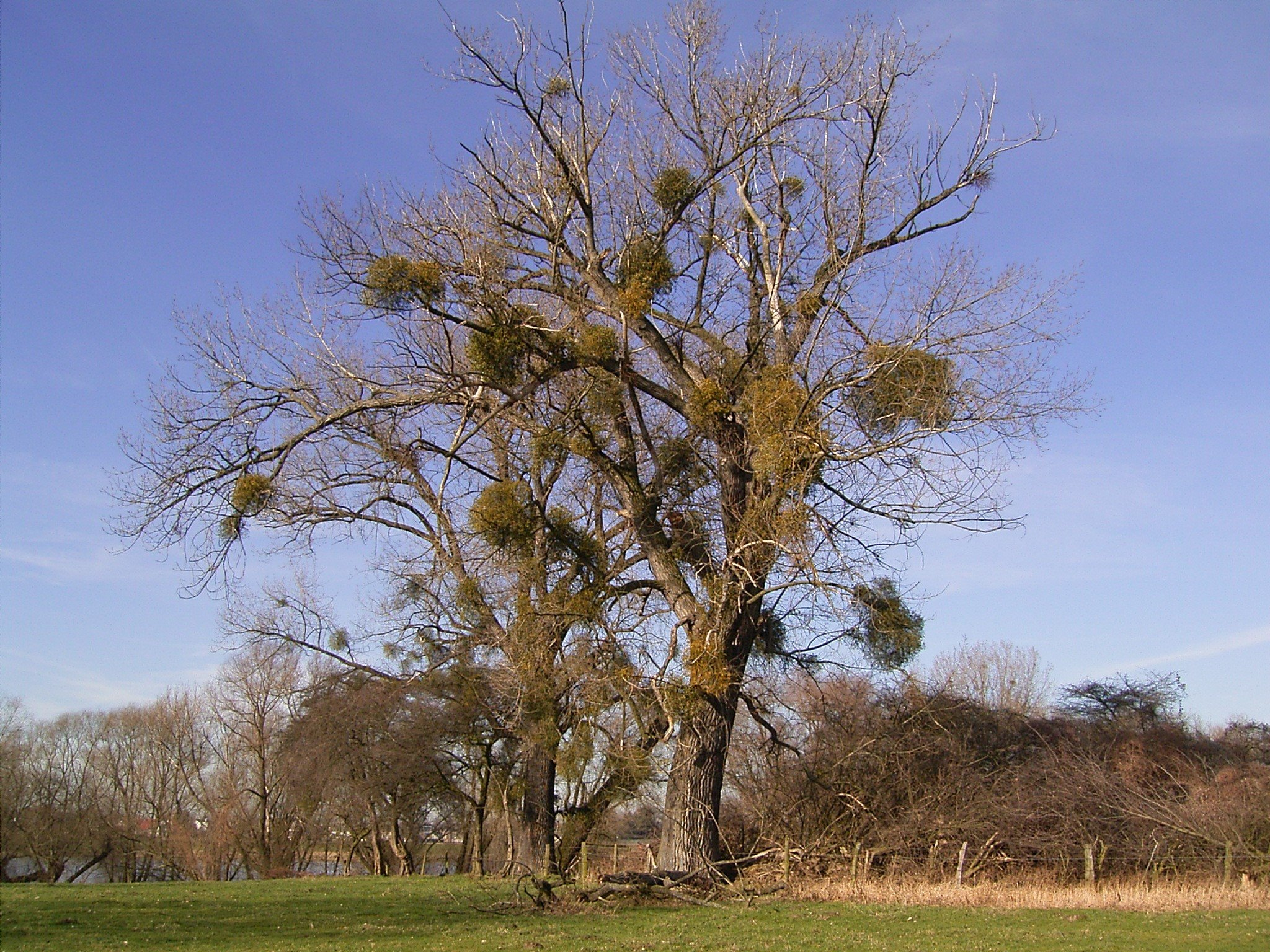
Les touffes de gui sont produites par le Gui lui-même et ne sont pas l'expression de bourgeons dormants incontrôlés de son hôte.

Le balai de sorcière ne doit pas être confondu avec les touffes de Gui qui se repèrent surtout l'hiver, quand elles se détachent des branches nues. En effet, cette plante, bien que parasite de son hôte en se nourrissant de sa sève brute, produit elle-même ses rameaux, sans avoir recours à une modification des bourgeons dormants de l'arbre.

## Intérêts écologiques
Le balai de sorcière est un type de dendromicrohabitat à l'instar des broussins, des cavités de pics et des dendrotelmes. Ses enchevêtrements de pousses supportent parfois le nid de petits passereaux comme le Grimpereau des jardins ou le Troglodyte mignon, mais aussi de rapaces comme la Buse variable et d'écureuils comme le Grand polatouche en Amérique du Nord.